# اسپیدوی
اسپیدوی (انگلیسی: Speedway) شرکت تجهیزات ورزشی آمریکایی است، که در سال ۱۹۵۹ تأسیس شد.